# Schronisko na Zaroślaku

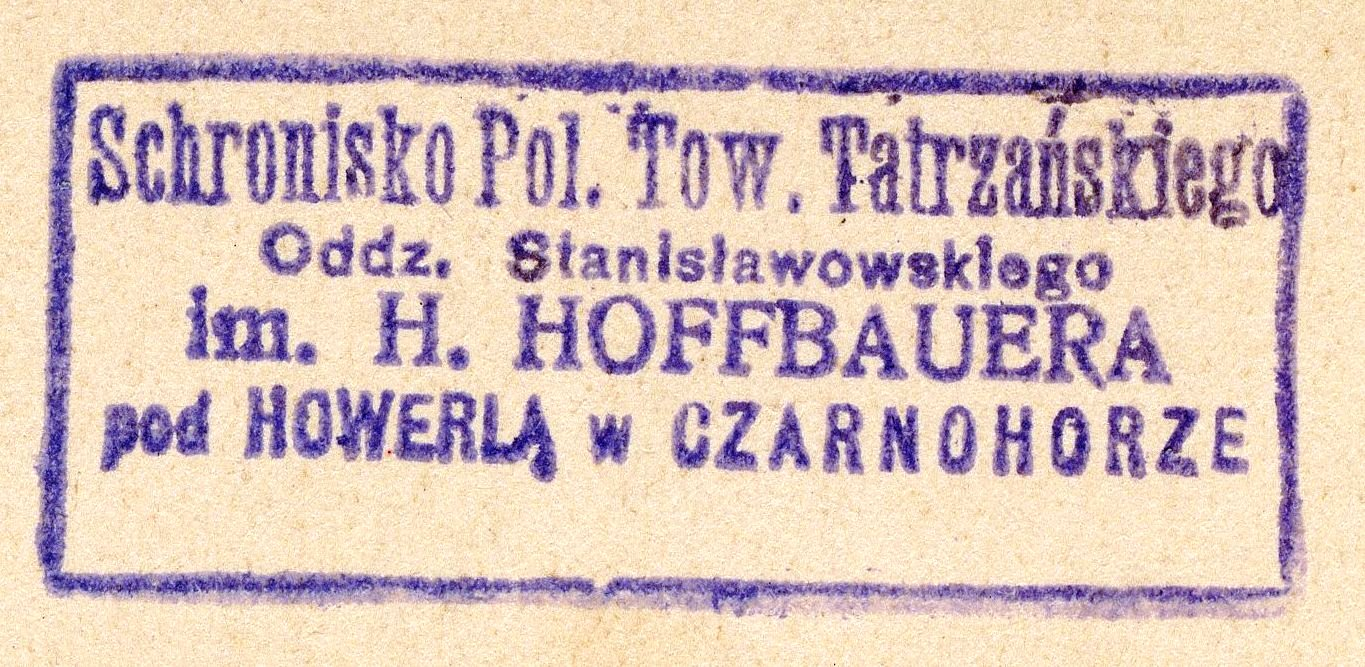
Pieczątka schroniska

Schronisko PTT im. Henryka Hoffbauera pod Howerlą zwane także schroniskiem na Zaroślaku, to nieistniejące już polskie schronisko turystyczne w Czarnohorze (obecnie na terytorium Ukrainy). 
Schronisko położone było na południowo-wschodnich stokach Koźmieskiej, 2,6 km na wschód od Howerli. Nazwę „Zaroślak” noszą północne zbocza tejże góry. Budynek wzniesiono na wysokości ok. 1250 m n.p.m., nad Prutczykiem Zaroślackim poniżej ujścia Prutczyka Koźmieskiego. Oba potoki dają początek Prutowi.

## Historia
Pierwsza koleba pod Howerlą powstała około roku 1876. Dwa lata później, bo w 1878 roku, Oddział Stanisławowski Towarzystwa Tatrzańskiego wydzierżawił Polanę pod Prutczykiem pod budowę schroniska. Dwuizbowa chata, zwana schroniskiem w Czarnych Górach pod Howerlą została ukończona w 1881 roku. Została ubezpieczona na okoliczność pożaru na kwotę 300 zł. Mimo niewielkiego ruchu turystycznego budynek miał stałego gospodarza. Owo pierwsze schronisko działało przez 11 lat, do 1892 roku, kiedy to ogłoszono jego upadłość. Budynek niszczał przez dwa lata, po czym został przejęty przez Oddział Czarnohorski TT z Kołomyi, który zastąpił rozwiązany Oddział Stanisławowski. Budynek z werandą, do którego wchodziło się po schodach, spłonął w niewyjaśnionych okolicznościach prawdopodobnie w roku 1909. 
Po dwóch latach funkcjonowania tymczasowego schronu, na mocy umowy z cesarsko-królewskim Skarbem wzniesiono nowe schronisko. Dwie izby (oddzielne dla kobiet i mężczyzn) mieściły po siedem łóżek. Oprócz tego w budynku znajdowała się sień, mieszkalne poddasze i stajnia, a do budynku doprowadzono drogę dla wozów. W pomieszczeniu z pryczami nocować mogły większe grupy. Schronisko oferowało także prowadzony przez dzierżawcę zimny i ciepły bufet. Plany dotyczące budowy nowego, murowanego obiektu nie zostały zrealizowane ze względu na trudności związane z nabyciem gruntu. Walki na froncie wschodnim I wojny światowej, nie pozostały bez wpływu na czarnohorskie schronisko. Budynek przetrwał pierwszą ofensywę – podaje się, że leśniczy Wincenty Oster ukrył wyposażenie schroniska w lesie. Ostatnia wzmianka odnośnie do owego drugiego schroniska pochodzi ze sprawozdania zarządu oddziału TT z marca 1916 roku. Najprawdopodobniej zostało zniszczone podczas lub bezpośrednio po tzw. ofensywie Brusiłowa (lipiec – grudzień 1916). 
W 1918 roku, zarząd Oddziału Czarnohorskiego TT prowadził negocjacje z zarządcą dóbr skarbowych w Worochcie. Ich celem miała być odbudowa schroniska, czy przynajmniej wzniesienie koliby. Rozmowy nie osiągnęły zamierzonego rezultatu ze względu na brak siły roboczej. Z kolei z powodu braku środków finansowych, do celów noclegowych nie dostosowano baraku pozostawionego przez wojska rosyjskie.
W 1922 roku TT przekształcono w Polskie Towarzystwo Tatrzańskie, jednocześnie reaktywując Oddział Stanisławowski. On to, wspomagany przez oddziały Czarnohorski i Lwowski, był inicjatorem budowy kolejnego schroniska na Zaroślaku. Budową kierowali ówczesny prezes – Antoni Firich i sekretarz – Burgel. Wzorem schroniska na Markowych Szczawinach pod Babią Górą, wyemitowano udziały budowy schroniska, których zakup upoważniał do dwóch bezpłatnych noclegów we wzniesionym w ten sposób budynku. 19 czerwca 1927 roku, o godzinie piętnastej, miało miejsce otwarcie i poświęcenie schroniska. Jednocześnie nadano mu imię mjr. Henryka Hoffbauera – propagatora turystyki w Karpatach Wschodnich. Był to piętrowy drewniany budynek z werandą i świetlicą. W 1929 roku rozbudowano piętro i poddasze. Pokoje znajdujące się właśnie na piętrze mogły być dodatkowo podnajmowane turystom. Schronisko PTT mogło łącznie przenocować jednocześnie do 100 osób. Czynny był dobrze zaopatrzony bufet, jak również ogólnodostępna jadalnia. Obiekt posiadał połączenie telefoniczne z pocztą w Worochcie. W 1932 roku, według przewodnika Henryka Gąsiorowskiego, nocleg kosztował 3,50 zł za pierwszy dzień i 3 zł za kolejne (odpowiednio, dla członków PTT 2 zł i 1,50 zł). Za opał w zimie pobierano dodatkową opłatę w wysokości 30 groszy dziennie od osoby. Ceny noclegów i potraw kontrolował Zarząd Oddziału Stanisławowskiego PTT. Sanitariat znajdował się poza budynkiem, obok drewutni, natomiast wewnątrz istniała możliwość umycia się w miednicy stanowiącej wyposażenie sypialni. W latach 1931–1933 dobudowano nowe skrzydło (dodatkowe 20 miejsc noclegowych), natomiast w latach 1934–1936 do schroniska doprowadzono elektryczność, a sam budynek poszerzono. Do 1939 roku obiekt mógł pomieścić 150 turystów, a rocznie przyjmowano ich nawet 1500.
Do 1935 roku gospodarzem schroniska był Karol Gaudin, którego zastąpił później Stanisław Czuczewicz. Ten ostatni, wraz z zarządcą schroniska pod Popem Iwanem – Ludwikiem Ziemblicem, był pierwszym czarnohorskim „ratownikiem górskim”. Schronisko spłonęło podczas II wojny światowej i nigdy nie zostało odbudowane.

## Obecnie

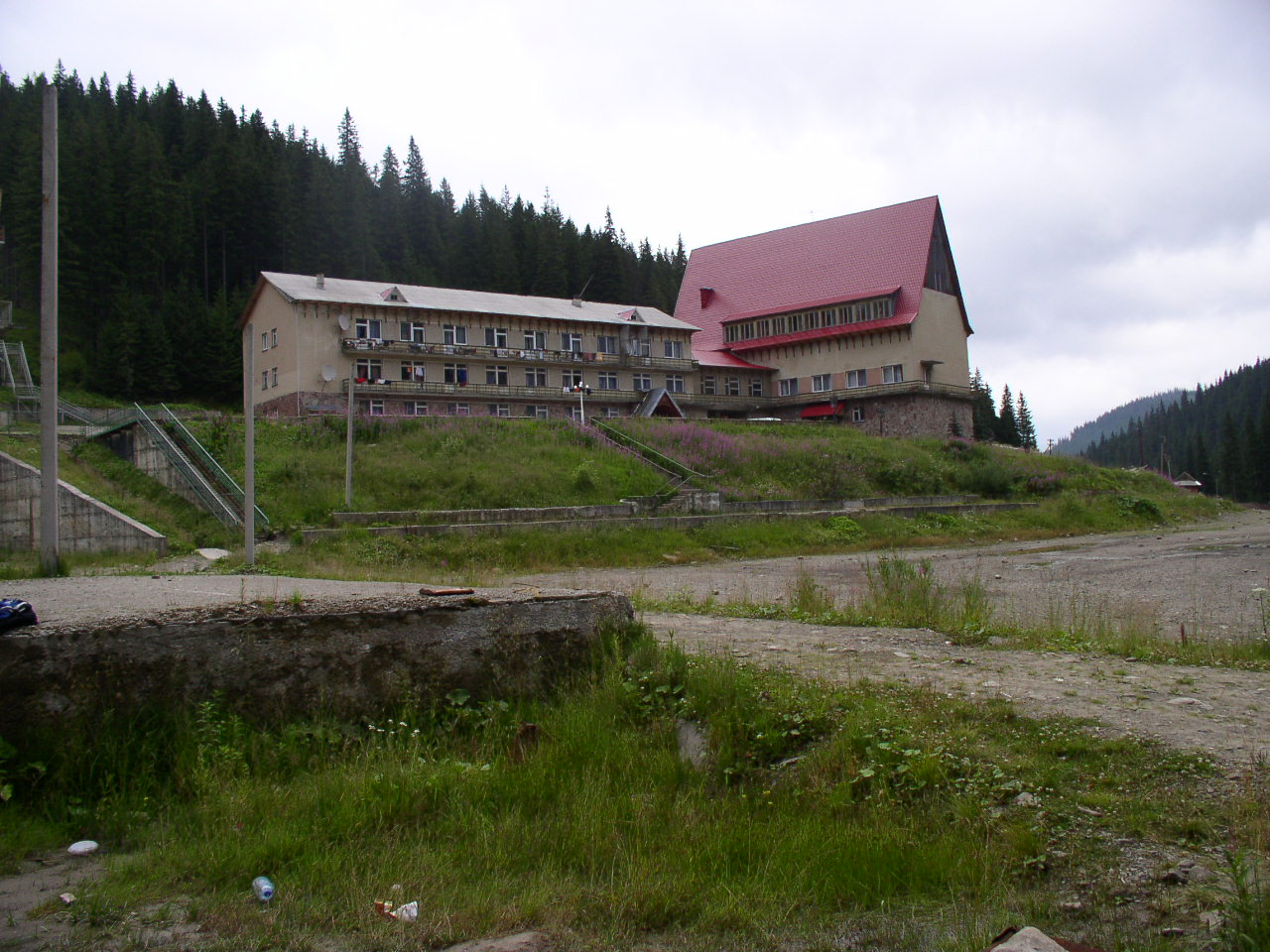
Turbaza Zaroślak

W latach 70. w tym samym miejscu zbudowano olbrzymi budynek „Wszechzwiązkowej Bazy Sportów Olimpijskich”. Obecnie funkcjonuje on jako tzw. turbaza (ukraiński skrót od туристична база, turystyczna baza). W jej otoczeniu znajduje się także pole biwakowe i punkt służby górskiej. Zaroślak, jak nieomal wszystkie północne zbocza Czarnohory, znajduje się na terytorium  utworzonego w 1980 roku Karpackiego Parku Narodowego. Sprzed bazy roztacza się widok na Howerlę, Zaroślak, Breskuł oraz część Pożyżewskiej.

## Szlaki turystyczne
W okresie międzywojennym w rejonie schroniska istniały następujące szlaki:
- – Główny Szlak Karpacki (Wschodniobeskidzki) wiodący z Gorganów przez Worochtę, wieś Foreszczenka do Zaroślaka. Dalej, przez Howerlę na przełęcz między Howerlą a Breskułem,
  -  – odchodzący od czerwonego szlak wiodący bezpośrednio na przełęcz między Howerlą a Breskułem, z pominięciem Howerli,
- – na Turkuł,
- – na Małą Koźmieską i dalej na Wielką Koźmieską.

Obecnie spod turbazy rozchodzą się następujące szlaki turystyczne:
- – w kierunku Howerli, poprzez przełęcz między Howerlą a Breskułem. Pierwszy fragment szlaku pokrywa się z międzywojennym szlakiem czerwonym, dalej ze szlakiem żółtym, a samo podejście na Howerlę ponownie ze szlakiem czerwonym. Czas wejścia: od 2,5 do 3 godzin,
- – w kierunku Jeziorka Niesamowitego. W znacznej swej części pokrywa się z międzywojennym szlakiem niebieskim,
- – droga jezdna w kierunku Worochty udostępniona dla kolarstwa górskiego. Do wsi Foreszczenka pokrywa się z czerwonym Głównym Szlakiem Wschodniobeskidzkim.